# Le Golem (Niki de Saint Phalle)
Le Golem, plus familièrement appelé Le Monstre ou Mifletzet (Monster), est une sculpture monumentale pour le jardin d'enfants de Jérusalem-Ouest, en Israël, commandée à Niki de Saint Phalle par le maire de l'époque, Teddy Kollek, qui a tenu bon face aux opposants, des parents qui la trouvaient au premier abord « effrayante ». Il existe actuellement un comité de soutien à la fois pour sa réhabilitation et pour la conservation du parc qui l'abrite.

## Construction
Pour construire cette grosse tête dont trois langues servent de toboggan de 9 × 14 × 16 m, Jean Tinguely devient l'assistant de la créatrice. C'est lui qui intervient comme technicien, aidé par ses collaborateurs Rico Weber et Paul Wiedmer, une équipe que Niki surnomme All Stars Swiss Team et dont une partie sera présente pour la réalisation du Jardin des Tarots en Toscane.
Selon le Jessica Steinberg, du  Jérusalem Times « Le Golem de Niki de Saint Phalle, monstre à deux étages est l'attraction centrale du parc. L'ancien directeur du musée d'Israël, le docteur Martin Weyl, aime à rappeler que c'est le maire lui-même qui l'a inauguré par une glissade, mais qu'il n'a jamais pu retourner à l'étage supérieur, tant la foule d'enfants était dense. » Au cours d'une interview  au Centre Pompidou de Paris en 1980, Niki de Saint Phalle avait déclaré que ce Monstre était une des sculptures monumentales dont elle était la plus fière.
Le Golem a donné son nom courant au parc Rabinovich que l'on désigne désormais sous le terme familier de parc du monstre.

## Les réticences, puis la défense
Au début, les parents trouvaient ce monstre trop sinistre pour leurs enfants. Il a fallu que le maire de la ville insiste pour que finalement, Le Golem de Niki voie le jour. C'est une des attractions du quartier. Un tramway y conduit. Situé sur les hauteurs de  Kiryat Hayovel, il occupe un espace que la mairie souhaitait récemment utiliser pour prolonger la ligne de tramway. Une levée de boucliers  s'est ensuivie. Il s'agissait pour les riverains de protéger et les arbres, et le monstre.   
Le quartier possède aussi une deuxième sculpture monumentale, non loin de celle-là : située au pied du mont Herzl, elle porte le nom de Hommage à Jérusalem, elle est l'œuvre d'Alexander Calder.

## Galerie

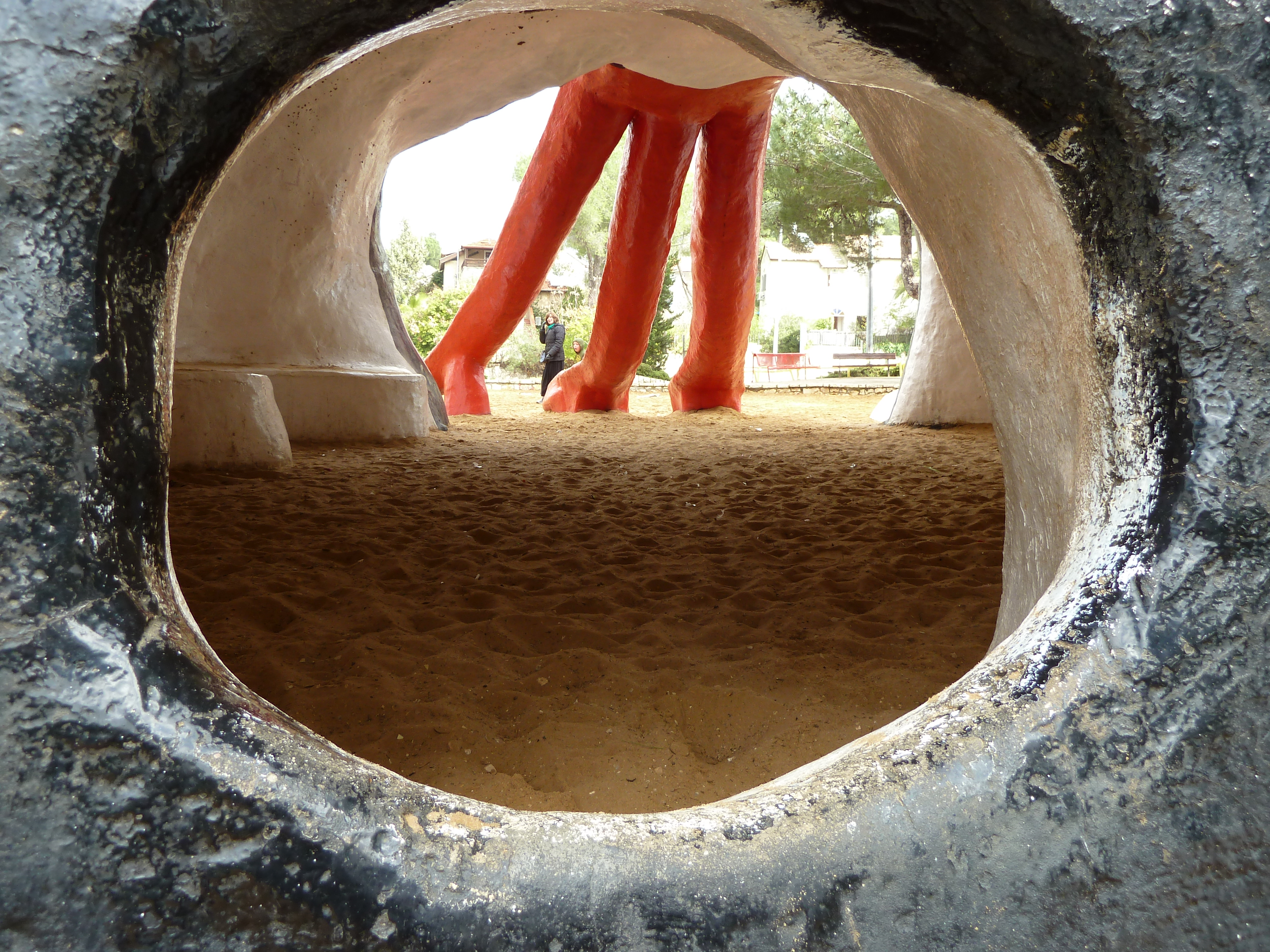
Le Golem vu de l'arrière
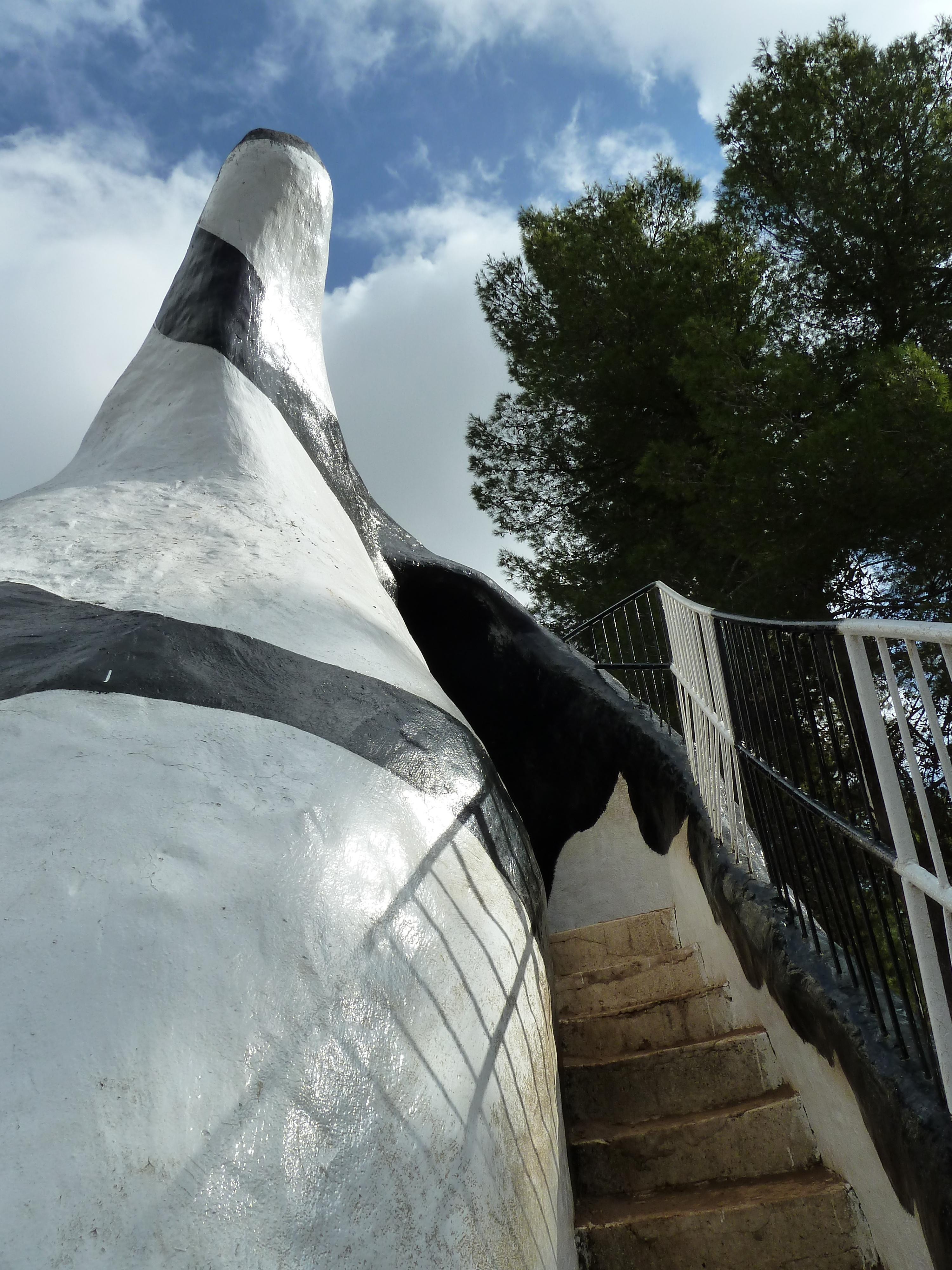
Escalier pour grimper aux toboggans